# مهند المحارمة
مهند عثمان المحارمة (مواليد 30 ديسمبر 1986) لاعب كرة قدم أردني ولاعب سابق في المنتخب الأردني يلعب حالياً في نادي الفيصلي في مركز مهاجم .

## أنظر أيضآ
- أحمد عبد القادر

## روابط خارجية
- اللاعب مهند المحارمة على موقع كووورة.
- مهند المحارمة على موقع قاعدة بيانات كرة القدم.إي يو (الإنجليزية)
- مهند المحارمة على موقع ناشيونال فوتبول تيمز (الإنجليزية)
- مهند المحارمة على موقع كووورة